# Татарськ (Татарський район)
Тата́рськ — місто (з 27 січня 1911) в Росії, адміністративний центр Татарського району Новосибірської області.
Населення — 24 208 чол. (2015).

## Географія
Місто розташоване за 457 км на захід від Новосибірську, недалеко від кордону з Омською областю. Залізничний вузол (станція Татарська).

## Населення
| 1926    | 1931    | 1959    | 1967    | 1970    | 1979    | 1989    |
| ------- | ------- | ------- | ------- | ------- | ------- | ------- |
| 9200    | ↘9000   | ↗30 786 | ↘29 000 | ↗29 589 | ↗30 893 | ↘30 355 |
| 1992    | 1996    | 1998    | 2002    | 2003    | 2005    | 2006    |
| ↗30 800 | ↘30 400 | ↘30 300 | ↘26 051 | ↗26 100 | ↗26 200 | ↗26 300 |
| 2007    | 2008    | 2009    | 2010    | 2011    | 2012    | 2013    |
| ↘26 293 | ↘26 000 | ↗26 076 | ↘24 217 | ↘24 200 | ↘23 992 | ↗24 008 |
| 2014    | 2015    | 2016    | 2017    |         |         |         |
| ↗24 165 | ↗24 208 | ↘24 073 | ↘23 956 |         |         |         |